# John Lee Hooker
John Lee Hooker (Clarksdale, Mississippi, 22. kolovoza 1917. - Los Altos, Kalifornija, 21. lipnja 2001.), utjecajni američki blues pjevač, gitarist i skladatelj.

## Životopis
Rođen je 1917. godine u okrugu Coahuma, blizu Clarksdalea, Mississippi. Bio je najmlađe od jedanaestero djece Williama Hookera, nadničara i baptističkog propovjednika i Minnie Ramsey. Potjecao je iz glazbene obitelji, a ujak mu je bio Earl Hooker. Zajedno s braćom i sestrama, bio je školovan kod kuće. U 4. godini roditelji su mu se rastali, a majka se brzo preudala. Očuh je bio pridonio Johnovom prvom susretu s gitarom i drugom vrstom bluesa. Kasnije je John očuhu pripisao zasluge za svoj jedinstveni stil sviranja. Naime, on je smio slušati samo duhovnu glazbu, pa je glazbu prvo iskusio u crkvi. U 6. godini umire mu biološki otac. U 15. godini bježi od kuće, nikad više ne vidjevši majku i očuha.
Lutao je diljem SAD-a radeći u tvornicama. Konačno je došao u Detroit gdje se zaposlio u Fordovoj kompaniji. Svidio mu se život tamo, i ulice prepune svirača. Ipak, gitaristi su bili rijetki, jer su prevladavali klaviristi. Svirao je i na privatnim kućnim zabavama. Njegova glazbena karijera traje od 1948. godine pa sve do smrti 2001. Za to vrijeme izdao je preko 100. albuma i surađivao s nizom glazbenika, a mnogi su i obradili njegove pjesme.
Iako je bio gotovo nepismen, stvarao je sjajne stihove. Bob Dylan bio je jedan od njegovih otkrića. Posljednje godine života proveo je u San Franciscu gdje je bio vlasnik noćnog kluba. Umro je u 83. godini, a nadživjelo ga je 8-ero djece, devetnaestero unučadi, niz praunučadi i nećak.

## Glazbena karijera
Najpoznatiji su mu hitovi "Boogie Chillen"(1948.) i "Boom Boom"(1962.)

## Vanjske poveznice
- službena stranica (engleski)
- World's Greatest Blues Singer (engleski)